# Gladsaxe Kommune
Gladsaxe Kommune (Aussprache [ˈglɛðˌsɑgsə]) ist eine dänische Kommune in der Region Hovedstaden. Die Kommune ist Bestandteil der Hauptstadtregion Hovedstadsområdet. Die zur Stadt fusionierte Kommune besteht aus den ursprünglichen Ortschaften Bagsværd, Buddinge, Gladsaxe, Mørkhøj und Søborg. Ab 10. Juli 2017 ist die Sozialdemokratin Trine Græse Bürgermeisterin.
Postalisch umfasst die Stadt Gladsaxe die Postleitzahlen
- 2860 Søborg mit den Ortsteilen Buddinge, Gladsaxe, Mørkhøj und Søborg,
- 2862 Høje Gladsaxe, ein Wohnkomplex mit über 6000 Einwohnern aus den 1960er Jahren, und
- 2880 Bagsværd.

Sie bedeckt eine Fläche von 24,90 km² und hat 70.001 Einwohner (Stand 1. Januar 2023).

## Kirchspiele in der Kommune
In der Kommune befinden sich folgende Kirchspielsgemeinden (dän.: Sogn):
| Nr. | Kirchspiel       | Einwohner |
| --- | ---------------- | --------- |
|     | Bagsværd Sogn    | 11.021    |
|     | Buddinge Sogn    | 7.454     |
|     | Gladsaxe Sogn    | 11.534    |
|     | Haralds Sogn     | 4.143     |
|     | Mørkhøj Sogn     | 10.170    |
|     | Stengård Sogn    | 12.299    |
|     | Søborggård Sogn  | 9.099     |
|     | Søborgmagle Sogn | 4.169     |

## Einwohnerzahl
Entwicklung der Einwohnerzahl (1. Januar):
| - 1980 - 64.954 - 1985 - 62.470 - 1990 - 60.882 - 1995 - 61.369 - 1999 - 61.783 | - 2000 - 61.867 - 2003 - 62.006 - 2005 - 62.007 - 2008 – 62.562 - 2009 – 63.233 | - 2010 – 64.102 - 2011 – 64.951 - 2023 – 70.001 |

## Söhne und Töchter
- Pernille Blume (* 1994), Freistilschwimmerin
- Per Frimann (* 1962), Fußballspieler
- Niklas Landin Jacobsen (* 1988), Handballtorwart
- Nikolas Nartey (* 2000), Fußballspieler
- Ole Riber Rasmussen (1955–2017), Sportschütze
- Anna Rosbach (* 1947), Politikerin
- Peter Schmeichel (* 1963), Fußballspieler
- Bo Spellerberg (* 1979), Handballspieler
- Daniel Wass (* 1989), Fußballspieler

## Bauwerke
In Gladsaxe befindet sich der Sender Gladsaxe, ein 206,5 Meter hoher Sendemast, der 1955 errichtet wurde. Er war die erste Fernsehsendestelle in Dänemark.

## Partnerstädte
Partnerstädte sind:
| - Österreich: Klagenfurt - Kroatien: Split - Deutschland: - Minden - Berlin, Bezirk Charlottenburg-Wilmersdorf - Neubrandenburg - Estland: Haabersti - Finnland: Pirkkala - Frankreich: Gagny | - Vereinigtes Königreich: - Renfrewshire - Sutton - Grönland: Narsaq - Ungarn: Veszprém - Japan: Taito - Norwegen: Ski - Polen: Koszalin - Schweden: Solna |